# برانداو (بازیکن فوتبال، زاده ۱۹۸۰)
اواورسون لموس دا سیلوا (به پرتغالی: Evaeverson Lemos da Silva) معروف به براندائو (تلفظ پرتغالی:[brɐ̃ˈndɐ̃w]) بازیکن فوتبال در پست مهاجم اهل برزیل است که در شهر سائوپائولو و در تاریخ ۱۶ ژوئن ۱۹۸۰ به دنیا آمده‌است.

## باشگاهی
براندائو در تیم‌های شاختار دونتسک و المپیک مارسی سابقهٔ حضور دارد.